# あわくら光ネット
あわくら光ネット（あわくらひかりネット）は、岡山県西粟倉村が設置した光ファイバーを各戸に引き込むFTTHによる情報通信施設である（ケーブルテレビサービスあり）。
ひかり電話とインターネットはNTT西日本による特定地域プレミアムサービスであり、ケーブルテレビは美作市ケーブルテレビによるサービスである。

## サービスエリア
- 岡山県英田郡西粟倉村

## サービス内容

### 告知放送
西粟倉村役場からの行政放送等。告知放送機器には放送受信確認の連絡ボタンがある。

### ひかり電話
NTT西日本によるサービスであり、西粟倉村内の加入者間は通話料無料である。

### インターネット
フレッツ光のように、ほぼ自由にプロバイターが選択できる。

### ケーブルテレビ

#### 地上波系列別再送信局
| NHK-G   | NHK-E   | NNN/NNS    | ANN          | JNN         | TXN            | FNN/FNS  | JAITS      |
| ------- | ------- | ---------- | ------------ | ----------- | -------------- | -------- | ---------- |
| NHK岡山 | NHK岡山 | 西日本放送 | 瀬戸内海放送 | RSK山陽放送 | テレビせとうち | 岡山放送 | サンテレビ |

#### テレビ局
| チャンネル | チャンネル | 放送局                                  |
| アナログ   | デジタル   | 放送局                                  |
| ---------- | ---------- | --------------------------------------- |
| 5          | 1          | NHK岡山総合                             |
| 3          | 2          | NHK岡山教育                             |
| 4          | 3          | サンテレビ                              |
| 9          | 4          | 西日本放送                              |
| 7          | 5          | KSB瀬戸内海放送                         |
| 11         | 6          | RSK山陽放送                             |
| 12         | 7          | TSCテレビせとうち                       |
| 1          | 8          | 岡山放送                                |
| 6          | 12         | 美作市チャンネル （美作市の文字放送）   |
| 10         | 12-3       | 西粟倉チャンネル （西粟倉村の文字放送） |

- 西粟倉チャンネル以外は美作市ケーブルテレビによるサービスである。チャンネル表は「あわくら光ネット ご利用の手引き(pdf)」（2008年9月改訂）による。
- 美作市ケーブルテレビは地上デジタル放送に2008年8月に対応したため、この施設でも同時期の対応となった。
- 文字放送チャンネルのデジタル対応は2009年度以降の予定とされた。
- 2010年6月の美作市サイトに美作市ケーブルテレビについて公開。それによれば、サンテレビ・文字放送チャンネルと美作市自主放送「みまちゃんネル」のデジタル放送が実施されている。